# 青葉區 (仙台市)
青葉區（日语：／ Aoba ku */?）是仙台市的5個行政區域之一，其前身為舊仙台市的中央及北部，以及原宮城郡宮城町。在江戶時代裡，仙台的中心處於該區東部。

## 沿革
1987年，本屬宮城郡的宮城町併入仙台市。至1989年，仙台市成為政令指定都市，同時設立青葉區，當時該區人口為245,881人。
區名取自區內的青葉山及青葉城，當中後者為仙台城的雅稱。命名方面採用公開徵名模式，票數最高的三個入選名稱由高至低，分別為青葉區、中央區及廣瀨區，最後政府選擇了「青葉區」這個名稱。

### 交通
該區的中心車站為仙台站。
- JR東日本
  - 東北新幹線：仙台站
  - 東北本線：仙台站
  - 仙山線：仙台站
  - 仙石線：青葉通站
- 仙台市營地下鐵
  - 南北線：仙台站